# 감포중학교
감포중학교(甘浦中學校)는 대한민국 경상북도 경주시 감포읍 오류리에 있는 공립 중학교이다.

## 학교 연혁
- 1945년 9월 16일 : 감포중학원 설립 기성회 조직
- 1945년 11월 10일 : 감포중학원 개교
- 1948년 7월 10일 : 감포중초급학교 인가
- 1950년 6월 1일 : 감포수산중학교로 교명 변경
- 1951년 9월 1일 : 감포중학교로 교명 변경
- 1953년 6월 23일 : 감포고등학교 병설 인가
- 1975년 3월 1일 : 학교법인 감포교육재단을 공립 학교로 전환
- 1978년 3월 1일 : 감포종합고등학교로 교명 변경(보통과 1학급, 상과 1학급)
- 1984년 8월 30일 : 3층 교실 6개 증축
- 2003년 9월 23일 : 해송관 및 학교 도서관 개관
- 2005년 10월 26일 : 개교기념 60주년 기념 해송예술제 및 교지 '해송' 발간
- 2023년 9월 1일 : 제24대 유양종 교장 취임
- 2024년 1월 5일 : 감포중학교 제75회 졸업식(11명 졸업, 졸업생 누계 9,260명)
- 2024년 3월 2일 : 2024학년도 입학식(입학생 16명)

## 참고 자료
- 감포중학교 - 한국교육학술정보원 학교알리미